# Supercoupe d'Europe masculine de handball 2008
Navigation
Supercoupe 2007
La Supercoupe d'Europe masculine de handball 2008 est la 13e et dernière édition de la compétition qui a eu lieu les 20 et 21 septembre 2008 dans la Veszprém Aréna de Veszprém en Hongrie.
Elle est remportée par le BM Ciudad Real pour la 3e fois.

## Équipes engagées et formule
Les équipes engagées sont :
- BM Ciudad Real, vainqueur de la Ligue des champions 2007-2008 (C1) ;
- Veszprém KSE, vainqueur de la Coupe des coupes (C2) et organisateur ;
- HSG Nordhorn, vainqueur de la Coupe de l'EHF ;
- THW Kiel, invité en tant que finaliste de la Ligue des champions 2007-2008[3].

Le format de la compétition est une phase finale à 4 (demi-finale, finale et match pour la 3e place) avec élimination directe.

## Résultats
|  | Demi-finales   | Demi-finales |                        |    | Finale | Finale |
|  | Demi-finales   | Demi-finales |                        |    | Finale | Finale |
|  |                |              |                        |    |        |        |
|  |                |              |                        |    |        |        |
|  |                |              |                        |    |        |        |
|  | BM Ciudad Real | 31           |                        |    |        |        |
|  | BM Ciudad Real | 31           |                        |    |        |        |
|  | THW Kiel       | 24           |                        |    |        |        |
|  | THW Kiel       | 24           | BM Ciudad Real         | 32 |        |        |
|  |                |              | BM Ciudad Real         | 32 |        |        |
|  |                | Veszprém KSE | 28                     |    |        |        |
|  | Veszprém KSE   | Veszprém KSE | 28                     | 39 |        |        |
|  | Veszprém KSE   |              |                        | 39 |        |        |
|  | HSG Nordhorn   | 30           |                        |    |        |        |
|  | HSG Nordhorn   | 30           | Match pour la 3e place |    |        |        |
|  |                |              |                        |    |        |        |
|  |                |              |                        |    |        |        |
|  |                |              |                        |    |        |        |
|  | THW Kiel       | 36           |                        |    |        |        |
|  | THW Kiel       | 36           |                        |    |        |        |
|  | HSG Nordhorn   | 31           |                        |    |        |        |
|  | HSG Nordhorn   | 31           |                        |    |        |        |

### Demi-finales
| 20 septembre 2008 16h00 | Veszprém KSE  | 39 - 30   | HSG Nordhorn    | Veszprém Aréna, Hongrie Affluence : 5 200 Arbitrage : Peter Brunovsky, Vladimir Canda |
| 20 septembre 2008 16h00 | Marko Vujin 7 | (20 - 14) | Bjarte Myrhol 7 | Veszprém Aréna, Hongrie Affluence : 5 200 Arbitrage : Peter Brunovsky, Vladimir Canda |
| 20 septembre 2008 16h00 | ×3 ×8         | Rapport   | ×3 ×5           | Veszprém Aréna, Hongrie Affluence : 5 200 Arbitrage : Peter Brunovsky, Vladimir Canda |

| 20 septembre 2008 18h00 | BM Ciudad Real    | 31 - 24   | THW Kiel        | Veszprém Aréna, Hongrie Affluence : 5 000 Arbitrage : Per Olesen, Lars Ejby Pedersen |
| 20 septembre 2008 18h00 | Siarhei Rutenka 7 | (14 - 11) | Kim Andersson 6 | Veszprém Aréna, Hongrie Affluence : 5 000 Arbitrage : Per Olesen, Lars Ejby Pedersen |
| 20 septembre 2008 18h00 | ×3 ×1             | Rapport   | ×3 ×4           | Veszprém Aréna, Hongrie Affluence : 5 000 Arbitrage : Per Olesen, Lars Ejby Pedersen |

### Match pour la3eplace
| 21 septembre 2008 13h00 | HSG Nordhorn     | 31 - 36   | THW Kiel         | Veszprém Aréna, Hongrie Affluence : 5 200 |
| 21 septembre 2008 13h00 | Bjarte Myrhol 11 | (13 - 18) | Kim Andersson 10 | Veszprém Aréna, Hongrie Affluence : 5 200 |
| 21 septembre 2008 13h00 | ×3               | Rapport   | ×3 ×6            | Veszprém Aréna, Hongrie Affluence : 5 200 |

### Finale
| 21 septembre 2008 15h00 | Veszprém KSE  | 28 - 32   | BM Ciudad Real     | Veszprém Aréna, Hongrie Affluence : 5 500 |
| 21 septembre 2008 15h00 | Marko Vujin 6 | (13 - 10) | Siarhei Rutenka 10 | Veszprém Aréna, Hongrie Affluence : 5 500 |
| 21 septembre 2008 15h00 | ×3 ×5         | Rapport   | ×3                 | Veszprém Aréna, Hongrie Affluence : 5 500 |